# الشولان (أرحب)

تعديل مصدري - تعديل

الشولان هي إحدى قرى عزلة زندان بمديرية أرحب التابعة لمحافظة صنعاء، بلغ تعداد سكانها 232 نسمة حسب تعداد اليمن لعام 2004.